# NGC 470

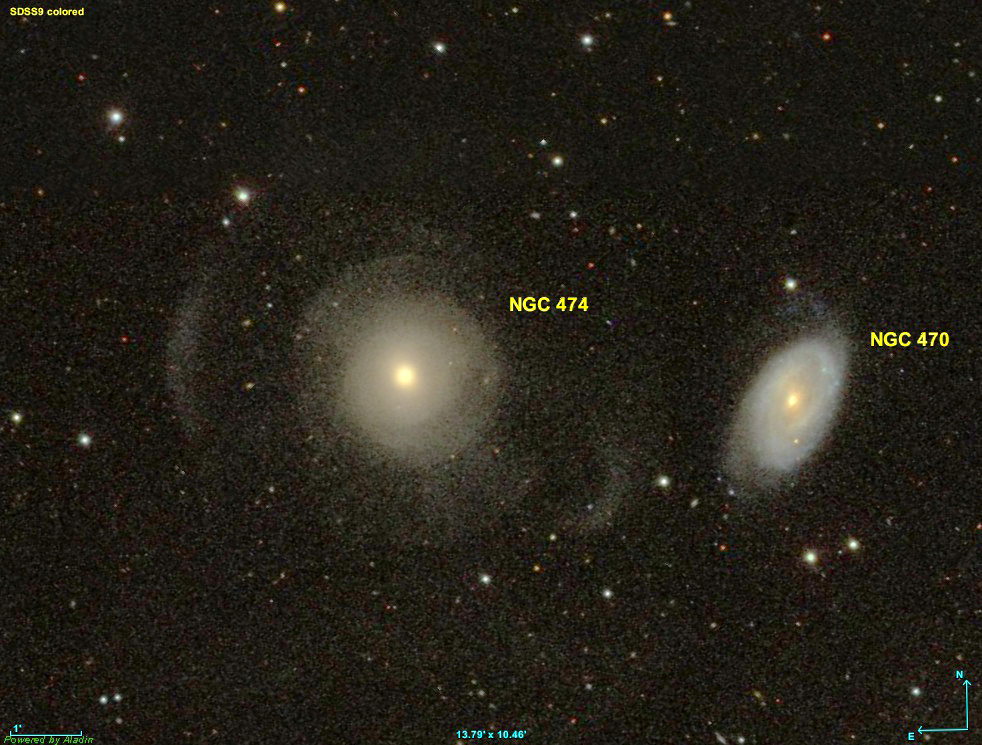
NGC 470 (vpravo) a obálka kolem galaxie NGC 474.

NGC 470 je spirální galaxie v souhvězdí Ryb vzdálená od Země 130 milionů světelných let. Její hvězdná velikost je 11,7 a úhlové rozměry jsou 2,8′×1,7′. Objevil ji William Herschel 13. prosince 1784. NGC 470 interaguje s jí blízkou glaxií NGC 474, s níž bývá označována jako Arp 227, ale v Atlasu pekuliárních galaxií je pod tímto označením zapsána pouze galaxie NGC 474 jako příklad galaxie se soustřednými kruhy, které podle popisu dosahují průměru 7,4.′